# Metal extrême
Sous-genres
Black metal symphonique, viking metal, war metal, death metal mélodique, death metal technique, epic doom, funeral doom, doom traditionnel
Genres dérivés
Black doom,, blackened death metal, death-doom, crossover thrash, crust punk, grindcore, deathgrind, goregrind, pornogrind,, metalcore, deathcore, mathcore, metalcore mélodique, sludge metal, dark metal, death 'n' roll, drone metal, pagan metal, stoner metal
Le metal extrême est un terme utilisé pour décrire quelques sous-genres dérivés du heavy metal. Le terme est essentiellement utilisé depuis le début des années 1980, principalement aux États-Unis (avec le thrash) puis en Europe (avec le black puis le death metal), décrivant les genres de metal plus ou moins influencés par la New wave of British heavy metal, et le punk hardcore.
Généralement, les genres identifiés sous le terme de metal extrême incluent le black metal, le death metal, le grindcore, et parfois le thrash metal et le speed metal, des genres underground au son brutal. Bien qu'une minorité de sous-genres extrêmes soit connue du grand public, le metal extrême aide à l'émergence de groupes populaires dans et en dehors du heavy metal.

## Définitions
Le terme « extrême » employé dans le heavy metal peut être utilisé pour décrire l'un des traits suivants : l'instrumentation (si elle est destinée à être plus rapide, plus agressive, abrasive[Quoi ?] ou heavy que les autres styles de metal), les paroles (traitant de sujets plus sombres et plus sensationnels), du chant (qui utilise souvent le chant guttural ou des hurlements), ou l'apparence et le comportement sur scène (à l'aide de corpse paint, ou d'une imagerie satanique ou occulte). Le terme « extrême » reste le plus souvent appliqué à des groupes dont la musique est extrême, par exemple, rares sont ceux qui considèrent Kiss ou Alice Cooper comme du metal extrême, même si le terme d'« extrême » peut être utilisé pour qualifier leur apparence et leur comportement.
Selon l'auteur Keith Kahn-Harris, des caractéristiques déterminantes du metal extrême peuvent toutes être considérées comme manifestement transgressives : les traits « extrêmes » notés ci-dessus sont tous destinés à transgresser les limites culturelles, artistiques, sociales, ou esthétiques. Compte tenu de l'imprécision des définitions existantes, et des limites propres à de telles définitions, beaucoup de groupes définis comme « metal extrême » sont sujets à débat. Cependant, Kahn-Harris note également que pour de nombreux musiciens et fans, de tels débats sur le style et le genre musical sont inutiles et superflus, ou ne méritent du moins pas une telle importance.

## Histoire

### Origines
Le heavy metal est développé dans les années 1960 comme une musique plus brutale, une forme plus énergique du blues rock. Les pionniers du heavy metal tels que Black Sabbath, Led Zeppelin et Deep Purple, ont tous de fortes racines blues rock, et le heavy metal, même s'il est plus brutal que son prédécesseur, conserve une forte influence blues. Un groupe pionnier notable du metal extrême, Budgie, « est parmi les groupes metal les plus brutaux de l'époque. » Toutefois, dans les années 1970, quelques groupes de heavy metal se séparent des racines blues du genre, en particulier Judas Priest et Motörhead. L'évolution la plus notable en est la New wave of British heavy metal (NWOBHM), qui comprend des groupes comme Iron Maiden et Saxon. À cette période, ces groupes abandonnent les éléments de blues, augmentent le tempo, et adoptent un son plus brutal et plus complexe, inspiré par le punk rock.

### Développement précoce
Le groupe de la NWOBHM, Venom est largement considéré comme l'un des groupes les plus importants dans la création du metal extrême. Bien que la presse spécialisée ait souvent caractérisé la musicalité de Venom comme médiocre ou pire, le groupe n'est pas moins influent. Leurs chansons sont parmi les plus rapides de leur époque, avec des voix rudes et ouvertement sataniques. Leurs albums Welcome to Hell et Black Metal sont considérés comme des influences fondamentales du metal extrême. Les membres de Venom adoptent également des noms de scène destinés à répandre la crainte et le mystère. Bien que cette pratique ne soit pas universelle, de nombreux groupes de metal extrême adoptent également des noms de scène, en particulier ceux du black metal.
Le début des années 1980 assiste au développement du speed et du thrash metal, deux styles distincts mais néanmoins étroitement liés à une forte influence du punk rock (en particulier l'accent sur des tempi très rapides, une signature rythmique de 4/2, et des chansons courtes trouvées dans le punk hardcore). Les Big Four of Thrash (Anthrax, Megadeth, Slayer et Metallica) prouvent que le metal extrême était une force commercialement viable.

### Diversification
Selon Kahn-Harris, les années 1980 assistent à deux nouvelles émergences musicales cruciales que sont le death metal et le grindcore. Ces deux genres se distinguent en partie par leur utilisation de blast beats, des guitares électriques, et de grunts. Au début des années 1990, la scène black metal norvégienne émerge, permettant ainsi de définir le black metal comme un genre à part entière. Le metal extrême gagne une popularité sans précédent dans la scène metal internationale au début et au milieu des années 1990. D'anciens labels, comme Earache Records, signent un accord de distribution avec d'autres labels majeurs comme Columbia Records. Cependant, le public général accueille négativement le metal extrême, du fait que certains groupes aient déjà incendié des églises chrétiennes et même assassiné.
En 2009, selon Mark Mynett, du site Sound on Sound, le metal extrême moderne est « tout sauf une mode passagère. Avec des concerts sans fin, des fanzines-webzines et des magazines people et stations radio et le maintien de la scène, c'est sans surprise qu'un groupe comme Slipknot ait atteint la première place Billboard 200 avec leur dernier album, All Hope Is Gone. »
En février 2014, à la sortie de l'album The Satanist du groupe behemoth, le chanteur et guitariste du groupe, Adam « Nergal » Darski, explique que les groupes qualifiés de metal extrême ne le sont en réalité pas. Il explique en ces termes : « Si je voulais écouter du metal extrême, j'irais là où des groupes du genre n'en auraient rien à foutre parce qu'il n'y a pas d'argent et aucun business à en tirer, sans compromis. »

## Caractéristiques
Le metal extrême est l'un des styles les plus complexes à interpréter. Il requiert une vélocité extrême des musiciens et demande une attitude à l'instar de la part des producteurs et ingénieurs du son.

### Structure
Bien que les morceaux de heavy metal traditionnel puissent être plus forts, plus brutaux ou plus abrasifs, que la musique rock en général, les éléments sous-jacents de la mélodie, l'harmonie et le rythme sont généralement similaires à ceux de la musique rock et pop[réf. nécessaire]. Les mélodies classiques - parmi les éléments clés de la musique populaire - sont souvent d'une importance limitée dans le metal extrême[réf. nécessaire], si elles n'en sont pas complètement absentes, bien que les progressions d'accords soient toujours présentes et importantes. Les chansons de metal extrême ont rarement le point central d'une mélodie hook pop, et lorsqu'ils sont présents, les éléments mélodiques plus généralement fournir dans un contexte instrumental plutôt que dans un point central.

### Chant
L'une des caractéristiques les plus apparentes du metal extrême est le chant. Le chant du metal extrême comprend diverses techniques vocales ; rauque, death growls (les caractéristiques du death metal), et cris aigus (des caractéristiques du black metal). Les chanteurs de thrash metal utilisent couramment un chant hurlé. Les chanteurs de metal extrême peuvent utiliser une ou plusieurs techniques, et certains groupes possèdent de multiples chanteurs dans leur formation, et dans certains groupes de black metal, le chant choral, même orchestral est utilisé[réf. nécessaire].

### Tempo
Le metal extrême se caractérise également par son tempo inhabituel, qui peut aller du très rapide comme celui du thrash, du death metal ou du black metal (s'approchant parfois des 300 BPM) à une extrême lenteur, comme dans le funeral doom et le drone doom. Les batteurs utilisent souvent des skank-beats, double pédale de grosse caisse et des blast beats, mais pas tous font usage de ces techniques inspirées du punk hardcore. Kahn-Harris note que de nombreux batteurs de metal extrême sont très fiers de créer et jouer des motifs rythmiques qui sont complexes et exigeants.

### Guitares
Les guitares dans le metal extrême sont souvent déformées pour créer un ton épais ou abrasif. Les guitares sont souvent réglées en dessous du standard E : les guitaristes de thrash metal et de black metal accordent leur guitare souvent un demi ou un ton plus bas que la normale, tandis que ceux jouant du death metal et du doom metal accordent souvent leurs instruments encore plus bas. Les guitares à sept cordes (plutôt que le modèle plus commun à six cordes) ne sont pas rares dans le metal extrême, en particulier dans le death et doom metal. Les drop tunings sont aussi fréquents. Kahn-Harris note que le metal extrême tend à défier le paradigme du heavy metal : riff - solo de guitare ; les solos de guitare sont souvent de moindre importance dans le metal extrême que dans d'autres styles de metal, et les progressions d'accords (ou riffs) dans le metal extrême sont souvent inhabituelles et parfois complexes et exigeantes.

### Filmographie
- (en) Jeff Krulik et John Heyn, Heavy Metal Parking Lot, 1986
- (en) Sam Dunn, Metal : A Headbanger's Journey, Warner Home Video, 2005
- (en) Sam Dunn, Global Metal, Warner Home Video, 2008